# Kamień Skarthiego

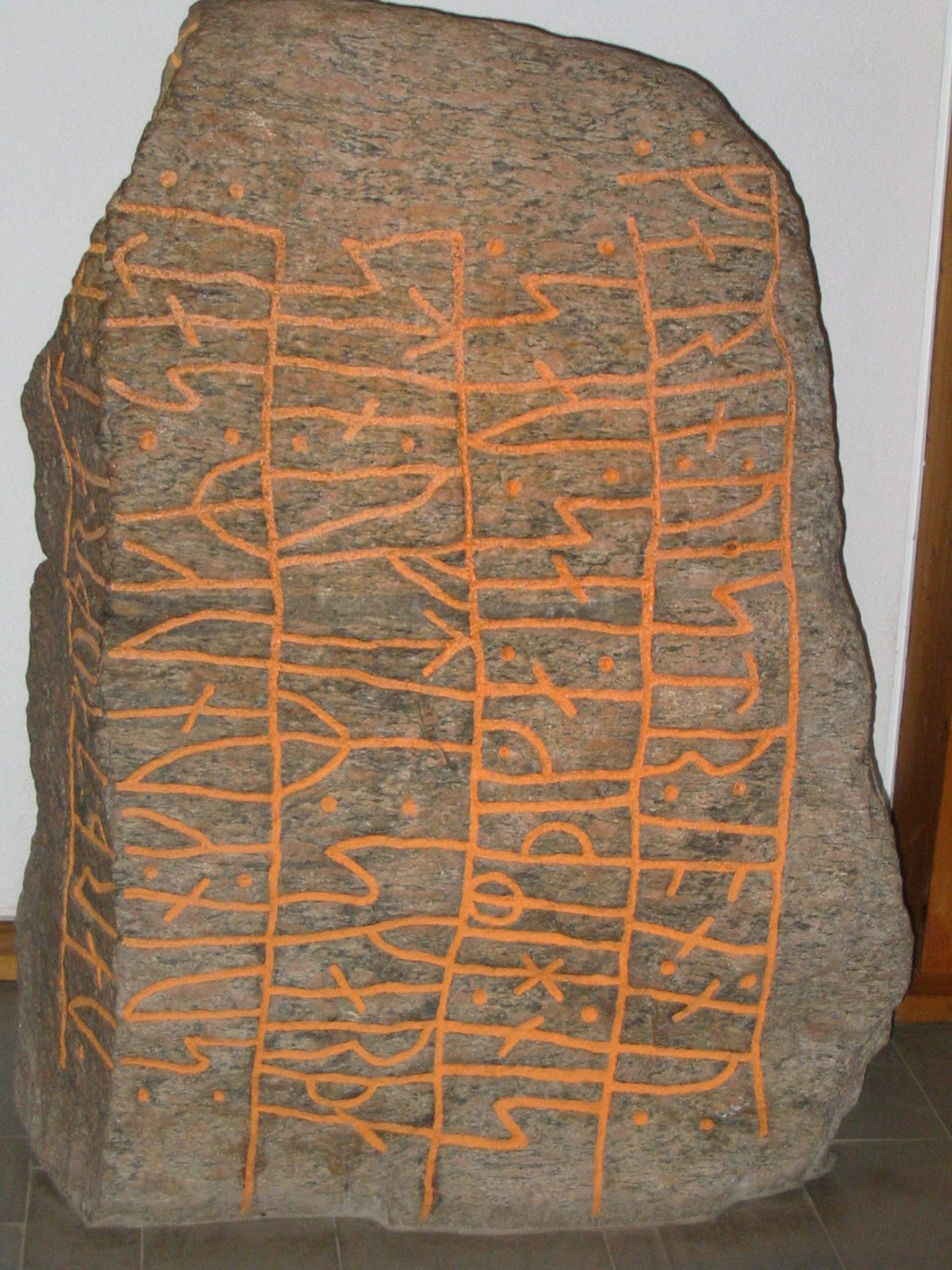
Kamień Skarthiego

Kamień Skarthiego (DR 3) – jeden z kamieni runicznych pochodzących z obszaru wczesnośredniowiecznego duńskiego ośrodka handlowego Hedeby. Znajduje się w zbiorach Wikinger-Museum Haithabu w Busdorf w Niemczech. Datowany na przełom X i XI wieku.
Granitowy głaz ma 158 cm wysokości, 114 cm szerokości 38 cm grubości. Został odnaleziony w 1857 roku u podnóża kurhanu zwanego Tvebjerg, położonego przy starej drodze ze Szlezwiku do Rendsburga. W trakcie przeprowadzonych w 1889 roku prac wykopaliskowych we wnętrzu kurhanu odkryto dębową trumnę z pochówkiem męskim i resztkami wyrobów żelaznych. Na kamieniu wyryta jest inskrypcja pisana bustrofedonem, tj. jej tekst należy czytać naprzemiennie od prawej do lewej i od lewej do prawej. Tekst inskrypcji głosi:
suin : kunukR : sati : ¶ stin : uftiR : skarþa ¶ sin : himþiga : ias : uas : ¶ : farin : uestr : iąn : nu :
uarþ : tauþr : at : hiþa:bu
co znaczy: Svein król wzniósł ten kamień dla Skarðiego, swego sługi, który podróżował na zachód, ale potem zmarł w Hedeby. Wspomniany w inskrypcji władca to najpewniej Swen Widłobrody, a opisana podróż na zachód była którąś z królewskich wypraw do Normandii lub Anglii.